# Gorița, Dobrici
Gorița (în bulgară Горица) este un sat în comuna Gheneral-Toșevo, regiunea Dobrici, Dobrogea de Sud, Bulgaria. 
Între anii 1913-1940 a făcut parte din plasa Casim a județului Caliacra, România.

## Demografie
Componența etnică a satului Gorița
     Nicio identificare (30,84%)
     Romi (11,21%)
     Turci (42,99%)
     Bulgari (14,95%)
La recensământul din 2011, populația satului Gorița era de 107 locuitori. Nu există o etnie majoritară, locuitorii fiind turci (42,99%), bulgari (14,95%) și romi (11,21%). Pentru 30,84% din locuitori nu este cunoscută apartenența etnică.